# 神戸有馬電気鉄道デ101形電車
神戸有馬電気鉄道デ101形電車（こうべありまでんきてつどうで101がたでんしゃ）は、神戸電鉄の前身である神戸有馬電気鉄道が開業翌年の1929年（昭和4年）に製造した電車。開業時に新造したデ1形の増備形式である。

## 概要
前年の三田線唐櫃（現・有馬口） - 三田間開業に際し、デ1形の増備車として10両が日本車輌製造で新製された。
- デ101 - デ110（1929年5月17日竣工）

デ1形・デニ11形と共に神戸有馬電気鉄道→神戸電気鉄道の主力車両として運用された。戦後は客用ドアの自動化、室内灯の蛍光灯への交換が実施されるなど、サービスの向上が図られている。

## 車体
デ1形と同様の半鋼製車体で、全長は15,440 mmでデ1形より200 mm延長されている。外観はデ1形のデザインを踏襲しており、両運転台で前面は非貫通の3枚窓構成、側面は片開き2扉で窓配置はd3D(1)5(1)D3dとしている。座席はロングシートであり、定員は100人（座席44人）である。
塗装は登場時より茶色1色に塗られていたが、1960年代以降は高性能車と同じく灰色にオレンジのツートンカラーに変更されている。

## 主要機器
台車はデ1形と異なり、日本車輌製造のD-16を装着する。揺れ枕梁を用いた釣り合い梁（イコライザー）式台車であり、乗り心地が向上している。戦後の1948年に登場したデ201形にも同様の台車が採用された。
台車以外の機器類は全てデ1形と同様であり、主電動機は三菱電機製のMB-146-A（歯数比66:17）を各台車に2基ずつ搭載する吊り掛け駆動方式を採用、制御器は総括制御に対応した三菱電機のHL形を搭載する。ブレーキ装置は非常弁付き直通ブレーキ(SME)と手ブレーキを設置、また山岳路線であることから抑速発電ブレーキが搭載された。パンタグラフは有馬寄の車端部に設けられている。

## 晩年

### 車体更新
新製から30年以上経過し車体の老朽化が進んだため、1960年代より本形式とデ1形・デニ11形・デト1001形の主要機器を流用し、車体を新造した800系への更新が実施された。デ101形は以下の2両が改造されている。
- デ107→デ865　1968年7月2日 竣工
- デ110→デ851　1964年9月22日 竣工

### 廃車
引き続きデ101形として残った8両は、その後も塗装の変更を経て活躍を続けていた。しかし大型高性能車の増備によって残存車も1971年に引退、本形式も形式消滅となった。
廃車後は2両が電動貨車デヤ750形に機器類を提供、1両が後述の鈴蘭台車庫の構内入換車に転用された。残る5両は各車とも解体されている。
- デ101 - デ105、デ109　1971年8月16日 廃車
- デ106→デヤ751　1971年12月1日 部品流用
- デ108→デヤ752　1971年12月1日 部品流用

## デ101の入換車転用

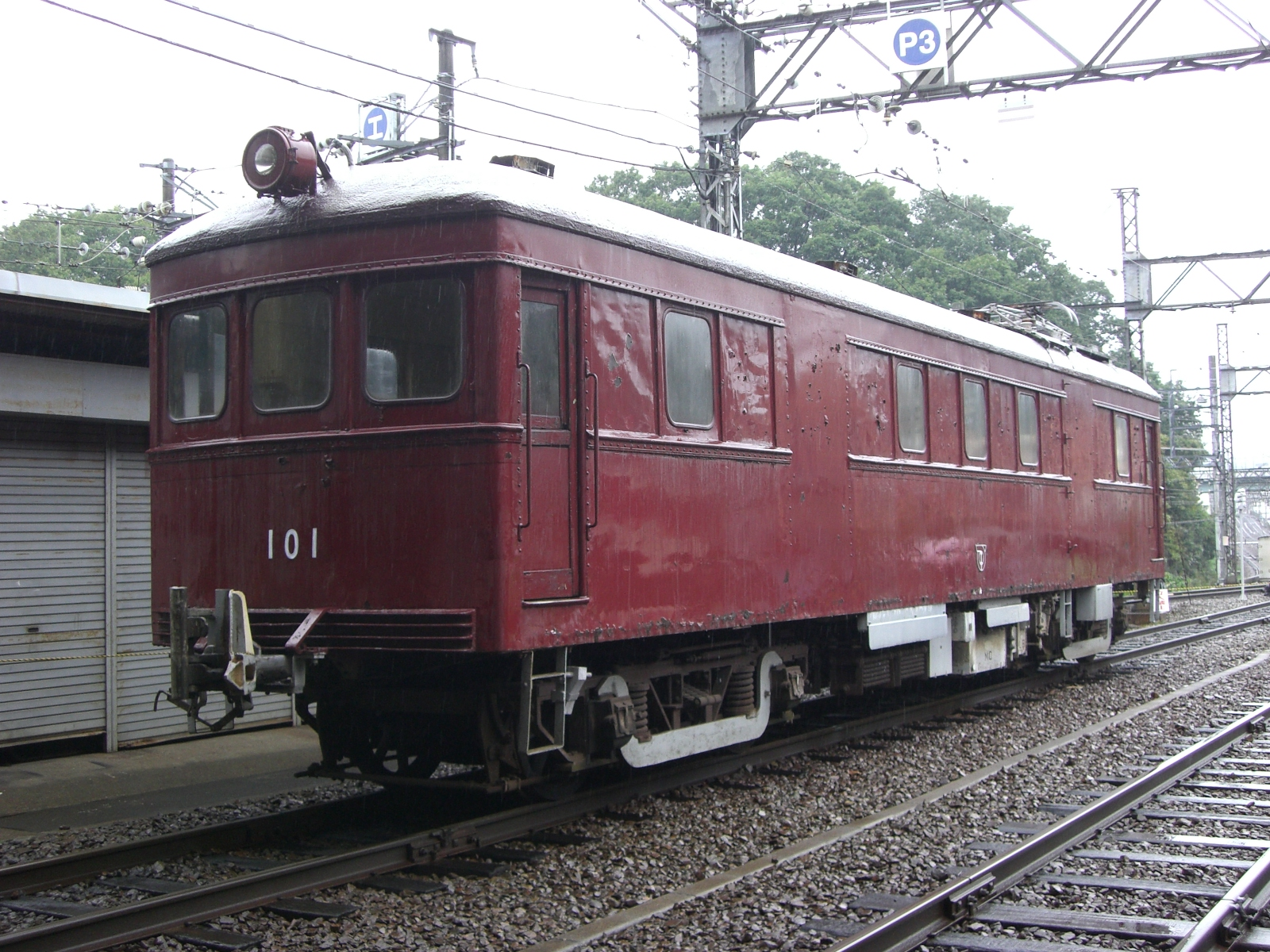
入換車転用後のデ101。2008年の車庫公開イベントにて。車番はイベント用で通常は貼られない。

デ101は1971年の廃車後も保管され、当初は静態保存の計画もあったが中止となり、鈴蘭台車両基地の構内入換車として使用されることになった。車籍のない機械扱いのため、本線走行は出来ない。
当初は原型を保った状態で使用されていたが、車体の老朽化が著しいことから1983年（昭和58年）に大規模な更新修繕が実施された。改造内容は前面窓のHゴム支持化、側窓の一部と客用扉の撤去、車内設備の撤去と一部機器の車内への設置、前照灯のシールドビーム化、塗装の事業用車標準のマルーン一色への変更などである。
修繕工事後も入換車として引き続き使用されたが、バッテリーカーの導入により2016年に使用終了となった。

### 保存
使用終了後の旧101号は当初は解体の予定であったが、社内から保存を求める要望があり、引き続き鈴蘭台車庫に自走可能な状態で保管された。
この旧101号の保存・復元を目的とした鉄道ファンによる有志団体「デ101まもり隊」が設立され、2019年には神戸電鉄の協力のもとでクラウドファンディングによる資金調達を実施し、補修工事に向けた準備が進められた。しかし、工事を前に神戸電鉄が行った車両のチェックの結果、電気系統及びブレーキ系統の劣化が予想以上に進んでいることが判明したため、当初予定していた動態保存を断念し静態保存に移行した。
補修工事は2021年3月5日に完了し、当面は鈴蘭台車庫で保管される。